# Badehosentaler
Badehosentaler ist eine moderne Sammlerbezeichnung für einen gemeinschaftlich geprägten Reichstaler von fünf Brüdern und nassauischen Fürsten mit der Jahreszahl 1681. Er wird auch als Fünf-Prinzen-Taler und Fürstlich-nassauischer Gesamttaler bezeichnet. Der Taler zeigt auf der Vorderseite die Brüder im Harnisch, deren Unterteile als Badehosen verspottet werden.

## Zusammenhänge
Der Taler ist eine Gemeinschaftsprägung der nassauischen Fürsten der ottonischen Linie des Hauses Nassau im Heiligen Römischen Reich.

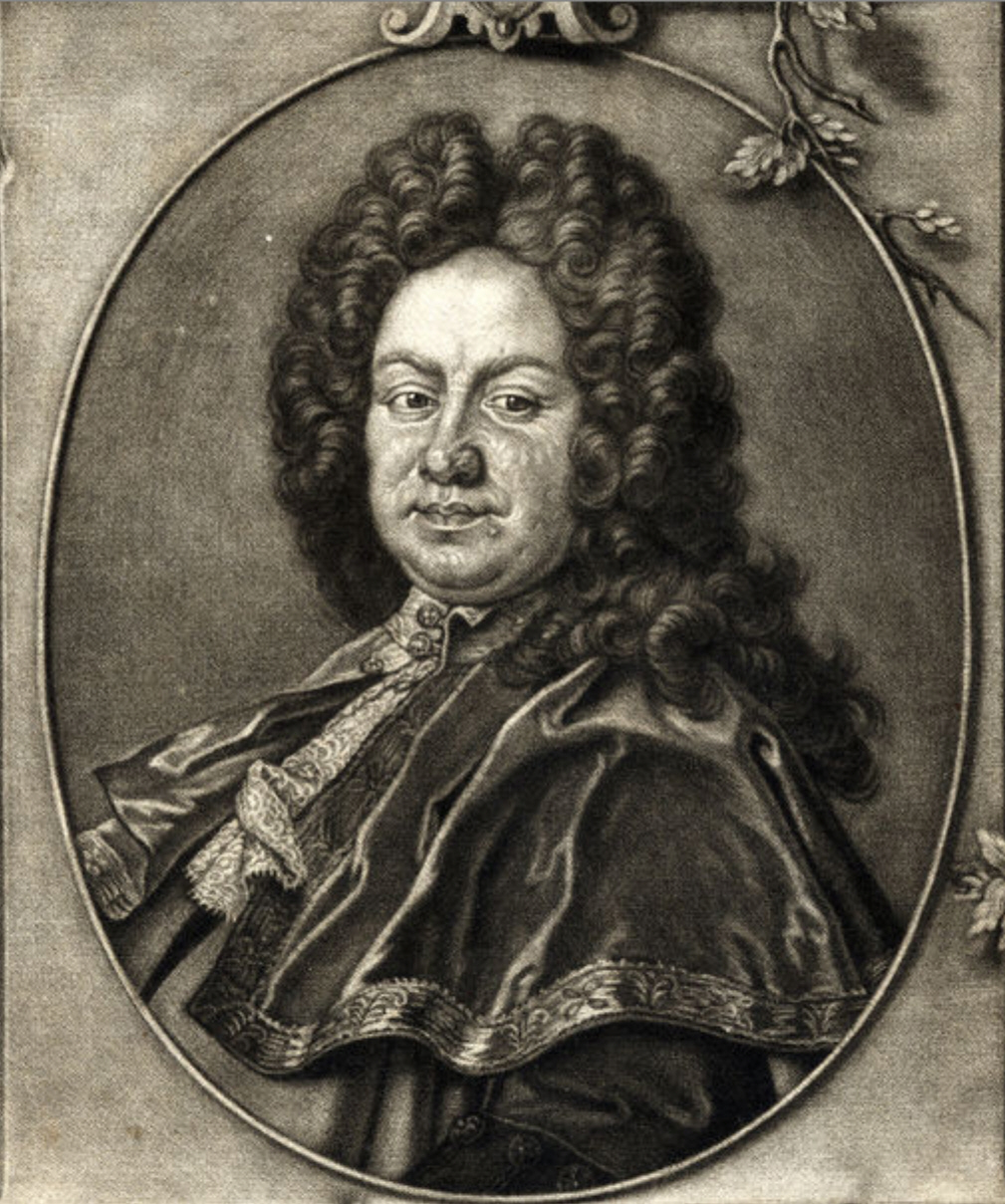
J. D. Köhler bezeichnete die Gemeinschaftsprägung als Fürstlich-nassauischen Gesamttaler.

Bereits aus Johann David Köhlers Münzbelustigung Band 11/XIII von 1740 geht hervor, dass der Fürstlich-nassauische Gesamttaler von 1681, das ist der Badehosentaler, sehr selten ist. Von dem gesamten gräflichen und fürstlichen Haus Nassau habe der Gelehrte nur drei Taler aufbringen können.
Der sogenannte Badehosentaler hat seinen Namen von dem Münzbild der Vorderseite, auf der die Fürsten spöttisch betrachtet mit Badehosen zu sehen sind. Die fünf geharnischten fürstlichen Brüder sehen so aus, als trügen sie Badehosen: In der farblosen Darstellung erinnern die in parallelen Lamellen gegliederten Oberschenkelschützer an die in ihrer Anfangszeit zweifarbig in Querstreifen gemusterte Herrenbadehose. Der nassauische Gesamttaler wurde wegen dieser besonderen Betrachtungsweise zum Badehosentaler.
Johann David Köhler beurteilt in seiner Münzbelustigung den Taler als „übel vorgebildet“. In der gotischen Zeit, so Köhler, „hätte keine unförmlichere Münze können geschlagen werden.“ Die fürstlichen Brüder auf der Vorderseite beschreibt er als „fünf gantz geharnischte Männer, mit großen Peruquen und Halß-Tüchern bis an die Knie […].“
Die Bezeichnung als Badehosentaler kann erst nach der zweiten Hälfte des 19. Jahrhunderts von Sammlern verwendet worden sein, da Badebekleidung vorher nicht bekannt war. Öffentliche Bäder gab es noch nicht.
Den Münzstempel schnitt der Münzgraveur und Goldschmied Johann Dietrich Schlüter. Für die Anfertigung der Prägestempel erhielt er laut Aktenvermerk 16 Reichstaler. Für das ordnungsgemäße Ausbringen des Talers war der Münzmeister Gottfried Otto Hoyer verantwortlich.

## Münzbeschreibung
Der sogenannte Badehosentaler ist ein silberner Reichstaler der Grafschaft Nassau. Er stammt aus der Münzstätte Herborn (Hessen). Der abgebildete Taler hat einen Durchmesser von 45 mm. Sein Raugewicht beträgt 28,87 g.

### Vorderseite

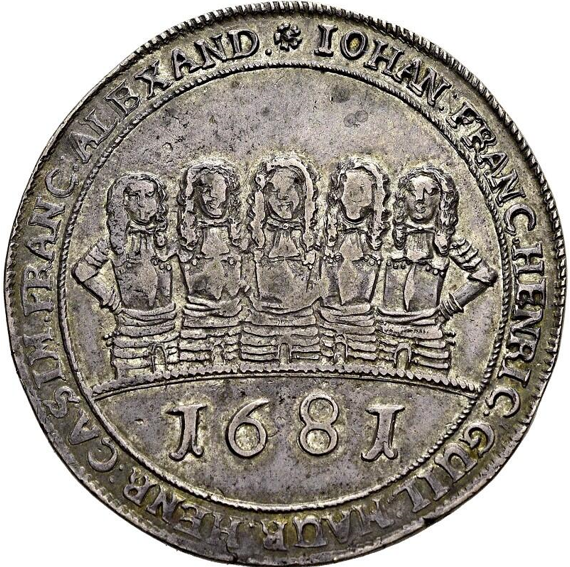
Badehosentaler, nassauischer Gesamttaler von 1681, Vorderseite

Die Vorderseite des nassauischen Gesamttalers zeigt fünf nebeneinander stehende Fürsten im Harnisch. Im Abschnitt steht die Jahreszahl 1681. Die fünf Fürsten sind die Brüder:
1. Johannes Franziskus, Fürst zu Nassau-Siegen, katholische Linie
2. Heinrich zu Dillenburg
3. Wilhelm Moritz zu Nassau-Siegen, reformierte Linie
4. Heinrich Casimir zu Dietz und
5. Franz Alexander zu Hadamar.
Die Umschrift zwischen zwei Zierkreisen ist durch eine Rosette getrennt.
- Umschrift: IOHAN(nes): FRANC(iscus). HENRIC(us). GUIL(helmus): MAUR(itius). HENR(icus): CASIM(irus). FRANC(iscus): ALEXAND(er). – Fortsetzung auf der Rückseite
  - Übersetzung: Johannes Franziskus, Heinrich, Wilhelm Moritz, Heinrich Casimir, Franz Alexander

### Rückseite

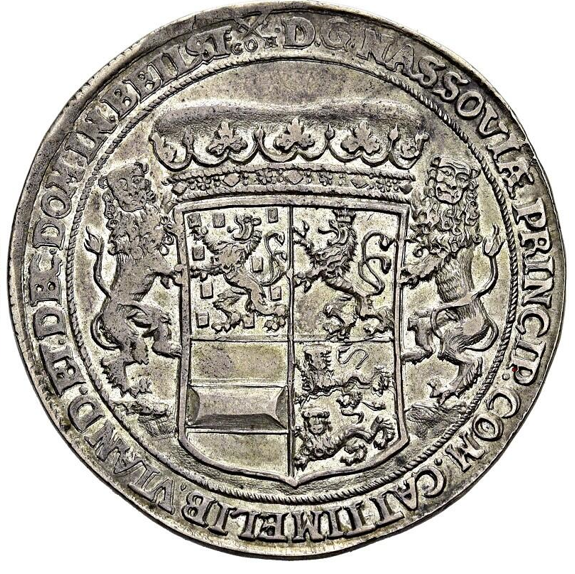
Rückseite mit vierfeldigem Wappen

Die Rückseite zeigt ein mit dem Fürstenhut bedecktes vierfeldiges Wappen mit zwei Löwen als Schildhalter. Oben zwischen der Umschrift befinden sich die beiden Münzmeisterzeichen des Münzmeisters Gottfried Otto Hoyer. Das sind die gekreuzten Zainhaken, und darunter die Buchstaben GOH. Unter der rechten Tatze des Löwen im Münzbild links stehen die Buchstaben IDS. Das sind die Initialen des Stempelschneiders Johann Dietrich Schlüter.
Die vier Wappen sind (jeweils von links nach rechts):
das Stammwappen von Nassau / die Grafschaft Katzenelnbogen
die Grafschaft Vianden / die Grafschaft Diez
Umschrift: D(ei). G(ratia). NASSOVIӔ PRINCIP(es) COM(ites) CATTIMELIB(oci) VIAND(ae) ET DEC(iae) DOM(ini) IN BEILST(ein).
- Übersetzung: Von Gottes Gnaden Fürsten von Nassau, Grafen von Katzenelnbogen, Vianden und Diez, Herren in Beilstein.

Anmerkung: Es existiert noch ein weiterer Reichstaler, der als Badehosentaler bezeichnet wird und dem Nassauer Taler ähnlich ist. Dieser Taler von 1656 ist eine Gemeinschaftsprägung der Herzöge Georg III. (Brieg), Ludwig IV. (Liegnitz) und Christian (Liegnitz-Brieg). Die Vorderseite zeigt ihre geharnischten Kniebilder, die dem nassauischen Badehosentaler entsprechen.

## Nachbildung
Vom Nassauer Badehosentaler gibt es eine als Nachprägung (NP) bezeichnete Nachbildung von 1971. Sie ist als „Nassau-Dillenburg Taler/NP 1681/1971 Fünf-Prinzen-Taler (sog. Badehosentaler) – Replik von 1971“ angegeben. Die Nachbildung unterscheidet sich vom Original nur durch ein auf der Vorderseite unten im glatten Feld kaum lesbares Feingehaltszeichen sowie die daneben aufgeprägte ebenfalls winzige Jahreszahl 1971. Manipulationen an diesen Stücken sind nicht auszuschließen, die so zu Fälschungen werden. Die erhaben aufgeprägten Zeichen bieten keine ausreichende Sicherheit gegen betrügerische Absichten, da sie sich leicht entfernen lassen. Der Taler wurde originalgetreu nachgebildet, allerdings in einer hervorragenden Erhaltung und Ausprägung, wie er wohl sehr selten noch gegenwärtig vorkommt.